# Battaglia del torrente Baccia
La Battaglia del torrente Baccia, o della Valle della Baccia, Baška grapa in sloveno, fu una battaglia campale combattuta alla destra del fiume Isonzo, nell'attuale Slovenia, tra il 29 giugno e il 3 luglio 1944 tra l'Esercito della RSI, appoggiato dalla Wehrmacht, e l'Esercito Popolare di Liberazione della Jugoslavia, durante la Seconda Guerra Mondiale.

## Premesse
Nel corso del 1943, a seguito dell'invasione dell'Italia da parte degli alleati, come conseguenza del rafforzamento dei partigiani di Tito, crebbero sempre più le tensioni alle porte del Friuli.
A difesa della Valle del Baccia, nel corso dell'autunno 1943 vennero inviati i Bersaglieri del Battaglione Mussolini, appartenente all'8º Reggimento bersaglieri e distribuiti in diversi capisaldi posti a difesa del territorio. Fin da subito i giovani bersaglieri dovettero far fronte ai ripetuti attacchi lanciati dal IX Korpus dell'Esercito Popolare di Liberazione della Jugoslavia.
Nell'estate 1944, il IX Korpus si pose come obiettivo l'espansione della sua zona di movimento, la quale era ostacolata dalla presenza della linea ferroviaria, passante proprio in mezzo allo schieramento partigiano, quest'ultimo risultava così diviso in due per un tratto di 20 km. Un ipotetico annientamento del battaglione Mussolini avrebbe portato la completa occupazione della val Baccia da parte dei partigiani jugoslavi, seguito da un duro colpo morale assestato agli italiani.

## Le forze in campo

### Tratto Gorizia-Piedicolle
Il tratto di strada e la ferrovia che parte da Gorizia fino a Piedicolle erano guarniti da 1500 uomini per la quasi totalità italiani.

### Tratto Santa Lucia - Plezzo - Tolmino
Qualche centinaio di alpini italiani coprivano il tratto Santa Lucia - Plezzo - Tolmino. Il grande attacco del IX Korpus sloveno avvenne a fine giugno 1944 si sviluppò dal casello 92 della ferrovia (nella zona dove il Fiume Baca confluisce nel torrente Idria) fino al casello ferroviario 107 nei pressi della galleria di Piedicolle.

### Effettivi Italo-Tedeschi
Lo schieramento difensivo poteva contare sulla carta su 1100 uomini di cui 800 del battaglione bersaglieri Mussolini, 200 del Reggimento alpini Tagliamento e 150 uomini della compagnia Kefer degli Alpen Jager.
Tuttavia la metà di questi effettivi non venne colpita dall'attacco. La 3a e metà della 2ª compagnia del battaglione Mussolini non vennero investite dall'attacco. Mentre della compagnia Kefer solo 30 verranno coinvolti dagli scontri.
Circa 450 uomini furono coloro che sostenerono il grande attacco per 4 giorni.
Secondo Petelin i difensori erano invece circa 500. Mentre altre fonti sostengono che l'attacco fu sostenuto da 700 uomini.

### Effettivi Sloveni
L'attacco prese totalmente di sorpresa i difensori che mai avrebbero immaginato un attacco di dimensioni tali, i soldati del IX Korpus si comportarono da maestri nell'occultare i loro veicoli e la loro logistica, per trasportare nel più totale silenzio una forza d'attacco di 7500 uomini. Altre fonti sostengono invece che gli attaccanti erano più di 5000.

## La battaglia

### L'attacco
Alle 2 del 29 giugno l'attacco ebbe inizio. Nel settore della 5ª compagnia bersaglieri, la 19ª brigata Kossovel con l'appoggio dell'artiglieria attaccò Chiesa San Giorgio, il 1º e 3º Battaglione della brigata erano invece incaricati di conquistare Clavice, mentre ai fianchi della Kossovel, la brigata "Triestina" attaccò i caselli 93 e 96. Su questo settore i partigiani concentrarono i loro sforzi utilizzando circa 1500 uomini, appoggiati da 2 pezzi d'artiglieria, 4 cannoni da 47 mm, 4 mortai da 81mm, 12 mortai leggeri. L'assalto alla stazione di Clavice da parte della Kosovel non ebbe però successo, i partigiani non erano pratici delle difese ed incontrarono più volte nella loro strada grovigli di filo spinato, col risultato che alle prime luci dell'alba i battaglioni della Kosovel avevano già subito 10 caduti.
Nel frattempo, a Piedimelze la situazione era instabile, 5 bersaglieri erano stati messi fuori combattimento da un mirato colpo di artiglieria mentre una squadra di Alpen Jager venne sorpresa dai partigiani e perse due uomini. D'altro canto vennero ritrovati 4 partigiani caduti.
A Chiesa San Giorgio l'artiglieria partigiana batteva tutta la zona circostante seppur con scarsa precisione, in questo settore i difensori subirono un caduto e 10 feriti mentre gli attaccanti subirono gravi perdite dovute soprattutto al mortaio da 81mm e al cannoncino antiaereo a difesa della zona, i quali batterono il fianco del costone delle Koncarje.
Da Santa Lucia d'Isonzo venne fatto partire un autocarro con 1 ufficiale e 7 bersaglieri, arrivato a Piedimelze venne investito dal fuoco dei partigiani, i bersaglieri quasi tutti feriti riuscirono a trovare riparo in una casa dove provarono a resistere, ma una volta che i partigiani circondarono l'abitazione, ai bersaglieri non rimase altra soluzione se non arrendersi. I prigionieri vennero fucilati a Paniqua lo stesso giorno. Nello scontro parteciparono i partigiani della brigata Bazoviska e membri dell'artiglieria del Korpus; per mancanza di maggiori informazioni risulta solo che i partigiani subirono un ferito durante lo scontro.
Partì così da Santa Lucia d'Isonzo un gruppo improvvisato composto da una quarantina di bersaglieri e 20 Alpen Jager, la colonna venne però sorpresa dai partigiani sloveni e costretta allo scontro. Riuscirono comunque a disimpegnarsi una ventina di bersaglieri che raggiunsero il casello 93 e proseguirono per Piedimelze penetrando lo schieramento della 19ª brigata Kossovel, la quale si ritrovò colpita alle spalle subendo diverse perdite. Nell'operazione caddero 2 combattenti e diversi furono feriti, compreso il comandante della brigata "Anton Sibelja-Stjenka.
La Kossovel fu molto provata dallo scontro: colpita alle spalle in più di un'occasione, i suoi battaglioni (1° e 3°) si ritirarono sotto il fuoco nemico fallendo l'obiettivo di occupare Clavice.
Ben presto i partigiani assaltarono il fortino del 93 che poteva contare su una quindicina di difensori i quali si rifugiarono nella galleria ferroviaria, i partigiani assaltarono le entrate ma vennero respinti e si ritirarono momentaneamente a causa di una pattuglia di Italiani che li sorprese alle spalle. I bersaglieri trovarono solo il corpo di un nemico; perdite confermate da parte slovena 1 caduto e 1 ferito grave.
Secondo la stessa fonte slovena sulla brigata Kosovel, un gruppo nemico si infiltrò addirittura nel quartier generale della brigata causando gravi danni e vittime al personale di brigata, la situazione venne ristabilita grazie a un contrattacco. Ci fu un duro scontro corpo a corpo dal quale poi i bersaglieri si disimpegnarono; l'episodio fu considerato un vero e proprio disastro dal quale i partigiani impararono per il futuro
5 caduti e 23 feriti furono il bilancio della Kosovel durante lo scontro di quel giorno.
La fine della giornata si concluse con l'assalto al fortino "96"difeso da 15 bersaglieri. L'attacco venne lanciato dalla Brigata d'assalto Triestina. lo scontro fu tuttavia un duro colpo morale assestato agli attaccanti "Triestini" che inizialmente si trovarono in vantaggio, al punto che riuscirono quasi a far capitolare la posizione nemica ma vennero poi sorpresi alle spalle in posizione sopra elevata da un gruppo di 6 Alpen Jager e 20 bersaglieri, i quali diressero il tiro di un mortaio sugli attaccanti. I partigiani sopravvalutando la forza nemica si ritirarono abbandonando 8 caduti e diverso materiale utile alla difesa mentre 13 partigiani vennero catturati e fucilati l'11 luglio assieme ad altri 11 partigiani sloveni dalle SS. A Cracova sul muro della scuola, c'è una lapide che ricorda i 21 fucilati.
Altre fonti sostengono che i partigiani furono fucilati lo stesso 30 giugno e che assieme ai 21 fucilati c'era un francese di Parigi.
Durante la prima notte giunse come rinforzo una compagnia di Polizei con due autoblindo lungo la strada di Piedimelze, la colonna venne bloccata dalla 17ª brigata Gregoric e dalla 18ª brigata Basovizza le quali distrussero un'autoblinda.
La 31ª divisione partigiana, dispose invece l'intera brigata Gradnik sul fronte di Cracova - Coritenza, col compito di espugnare il caposaldo a difesa di quest'ultima.
L'attacco a Coritenza avvenne alle 2 del mattino, inizialmente colpita dal tiro dei mortai e un infernale fuoco di armi automatiche, tuttavia ogni tentativo di attacco venne sventato, la causa fu che il gruppo di supporto formato da Alpen Jager e bersaglieri della prima compagnia penetrò nello schieramento del 1º battaglione della brigata Gradnik, i quali colpirono alle spalle i partigiani del 2º battaglione che vennero costretti ad uscire allo scoperto sotto il tiro incrociato dei bersaglieri di Coritenza. A seguito dello scontro il 1º battaglione della brigata si ritirò e il secondo a seguito di gravi perdite risalì il pendio del Koriska Gora. Le perdite del 1º battaglione della brigata Gradnik assommarono a circa 30 morti e feriti, mentre il 2º battaglione della medesima brigata subì 4 caduti e 12 feriti.
Il 3º battaglione della brigata Gradnik ebbe maggiore successo e concentrò le proprie forze nei fortini del casello 99; appoggiato dal tiro dei mortai costrinse al riparo i bersaglieri. 
Secondo Stanko Petelin in questo episodio il 2º e 3º battaglione subirono invece 11 caduti e 10 feriti, mentre il 1° subì 3 caduti e alcuni feriti.
Il 1º battaglione della brigata Vojko concentrò invece i suoi sforzi sul casello 107 dove una ventina di bersaglieri aveva il compito di difendere due ponti ferroviari; tuttavia i suoi sforzi furono vani e dovette ritirarsi. Durante gli scontri consumatisi in giornata, il Vojko subì un caduto e 1 ferito a causa del tiro del mortaio nemico.
Gruppi di bersaglieri cercando di ristabilire i contatti con gli altri caselli vennero sorpresi dal fuoco incrociato dei partigiani e dovettero ritirarsi perdendo due uomini e subendo diversi feriti. Durante la giornata riuscì comunque a passare un convoglio di una locomotiva e due vagoni protetti da sacchetti di sabbia il quale riuscì a portare via i feriti, circa una ventina, e a rientrare a Piedicolle.

### La ripresa degli scontri
La notte del 29 giugno ripresero i tentativi da parte dei partigiani di riprendere Coritenza.
Il 1º battaglione della brigata Voiko riprese anch'esso l'attacco al casello 107 i cui fortini vennero demoliti uno per uno, all'alba del 30 giugno i partigiani poterono finalmente sferrare l'assalto finale. 
Nonostante la feroce resistenza una squadra di sloveni riuscì a minare le basi del casello 107 e parte dell'edificio crollò. I partigiani trovarono 5 bersaglieri morti e un ferito che venne ucciso sul posto. I partigiani si impadronirono di 1 mortaio leggero, 2 mitragliatrici pesanti, 2 mitragliatrici leggere, 9 fucili, 1 pistola e diverse bombe a mano. In uno dei bunker che difendeva la posizione vennero trovati un altro fucile e una pistola. Gli altri superstiti riuscirono a sfuggire alla cattura nascondendosi nel letto del torrente dove riuscirono a raggiungere il casello 107 bis che era soggetto da ore al bombardamento. Dopo oltre 360 kg di esplosivo il ponte venne fatto esplodere. 
Da parte slovena caddero 3 uomini.
Il 1º battaglione della Voiko colpì il fianco del 107 bis e i bersaglieri superstiti dovettero ritirarsi a Piedicolle lasciando due caduti. 
Il comando tedesco mandò con molta parsimonia due compagnie Alpen Jager, due compagnie della Polizei, due autoblindo, sette panzer leggeri e due mortai pesanti. Tuttavia inizialmente solo tre panzer vennero effettivamente usati di cui uno esplose su una mina perdendo l'intero equipaggio. Gli altri due panzer raggiunsero Cracova dove appoggiarono i bersaglieri ma non riuscirono ad avanzare. Alla sera del 30 a seguito di insistenti richieste di soccorso, arrivarono da Piedicolle due plotoni della Polizei. A causa della lentezza con cui i tedeschi facevano affluire i rinforzi le possibilità di scampo per i difensori della zona circondata dai partigiani si facevano sempre più improbabili.
La notte del 30 giugno riprese l'attacco il 2º battaglione della Gradnik verso Coritenza mentre il 2º battaglione della Voiko copriva il fianco degli attaccanti.
Con sempre meno munizioni ai bersaglieri non rimase altro che tentare di negoziare per guadagnare tempo, alla fine dopo due attacchi respinti dai bersaglieri, essi ebbero la peggio all'alba del Primo luglio; la casa venne fatta esplodere come successe al casello ferroviario 107. Dei 30 bersaglieri solo 5 sfuggirono e raggiunsero Cracova.
l 2º battaglione Gradnik subì 7 caduti e diversi feriti. La stessa fonte ipotizza il doppio delle perdite.
Il casello 99 continuava a resistere, in questo settore gli attaccanti subirono gravi perdite. I difensori del casello avvistarono i bersaglieri di Coritenza caduti nelle mani degli sloveni; sparando sulla colonna crearono un diversivo, in tal modo 8 bersaglieri riuscirono a scampare al loro destino fuggendo.
Nella giornata del 30 la Kosovel tentò anch'essa un assalto a Kneza, tuttavia le armi di cui disponeva la brigata non erano all'altezza di quelle difese, difficile capire perché il comando partigiano non abbia fornito i Piat anticarro inglesi di cui era fornita la brigata, tuttavia l'attacco fallì il bilancio fu di 8 morti e 25 feriti, la stessa fonte ipotizza 10 caduti e 22 feriti da parte dei difensori.

### La rottura dell'accerchiamento
Sempre il 1º luglio l'accerchiamento partigiano venne infranto e il 2º battaglione della Voiko subì gravi perdite, circa una trentina di uomini di cui 12 prigionieri. I bersaglieri sfuggiti dagli sloveni si ricongiunsero con la colonna dei panzer. La colonna dei panzer raggiunse il casello 102 che continuava a resistere ma dovette indietreggiare a seguito dello sbarramento anticarro partigiano. A pieve di Bucova i tedeschi ritrovarono i 15 corpi dei bersaglieri catturati a Coritenza e in seguito fucilati.
Nel settore "La Sfondra" i bersaglieri stavano ormai resistendo da giorni ma a seguito dei bombardamenti sulle costruzioni di difesa i bersaglieri si ritirarono nel casello ferroviario 101. I partigiani cercarono di ottenere almeno un parziale successo attaccando anche il casello 101 subendo perdite significative, i difensori trovarono rifugio nella galleria del casello dove continuarono a resistere subendo perdite. Negli scontri di quel giorno cadde il comandante del 1º battaglione Gojko Kneževič, uno dei primi ufficiali di Tito.
Il 2 luglio arrivò finalmente una colonna di panzer da Cracova. I guastatori della brigata Gradnik avevano già minato i ponti della Sfondra.. Secondo Stanko Petelin nella battaglia gli artificieri riuscirono a distruggere 5 ponti. Il giorno precedente pattuglie della 1ª compagnia bersaglieri sorpresero gli artificieri sloveni uccidendone tre e mettendo in fuga gli altri; la strada per i carri fu così libera da possibili pericoli. A seguito di questo episodio una bomba di mortaio colpì un gruppo di cacciatori sloveni del 1º battaglione, uccidendo due partigiani e ferendo fra gli altri un commissario politico. Il terzo battaglione della Gradnik tentò di conquistare i bunker a sud di Cracova ma venne respinto a prezzo di 3 caduti.
Il 2 luglio un poderoso attacco partigiano costrinse la guarnigione di Hudajužna a rifugiarsi nella galleria dalla quale continuò a resistere. La stazione venne tuttavia bruciata assieme al danneggiamento di edifici nelle sue prossimità. Ulteriori successi vennero ostacolati dai carri armati che impedirono ulteriori attacchi partigiani nell'avamposto del villaggio. Fonti slovene parlano anche di un carro armato appartenente alla guarnigione stessa (potrebbe trattarsi del 47/32 L6/40 appartenente al battaglione italiano). 
Durante la ritirata del 2º e 3º battaglione dal fronte Grahov e Koritnica, il nemico catturò in un'imboscata otto uomini del 3º battaglione, che inaspettatamente si trovò tra Grahov e il bunker a nord del villaggio. Presumibilmente tutti questi otto combattenti sono stati poi uccisi.
Il 2 luglio arrivò da Piedicolle un treno armato e 2 compagnie della divisione Brandenburg, l'offensiva poteva iniziare, i caselli vennero ripresi uno per uno dai bersaglieri appoggiati dal treno dotato di mitragliere pesanti il quale causò gravi perdite agli sloveni. Come ulteriore rinforzo giuse dalla valle dell'Idria il battaglione Heine con una forza di 560 uomini. Sempre il quarto giorno, i partigiani della brigata Bazoviska coprirono la ritirata degli altri reparti partigiani infliggendo perdite rilevanti agli attaccanti e subendo lievi perdite.
Negli scontri che seguirono la Vojko perse 4 uomini mentre gli attaccanti tedeschi ne persero 34.
Difficile capire perché i tedeschi mossero i loro rinforzi solo il quarto giorno.
Di fronte alla penetrazione del battaglione Heine nella valle del Baccia lo schieramento partigiano era messo a rischio e per evitare l'accerchiamento dovette ritirarsi. Durante questa precipitosa ritirata i tedeschi catturarono 2 mortai pesanti, 1 cannone anticarro e 15 fucili. Durante la perlustrazione di Kojca da parte dei tedeschi, essi riferirono di aver ucciso 32 partigiani e di averne catturati 14, tuttavia secondo Stanko Petelin 10 furono uccisi e 1 fu catturato seppur ammette che i dati sono incompleti. Risulta inoltre che 2 partigiani del 3º battaglione della Gradnik caddero nella zona di Jesenice.

## Conclusione

### Conclusioni finali
Il grande attacco di giugno era finalmente finito; tutti i collegamenti della linea ferroviaria vennero ristabiliti e i bersaglieri tornarono a presidiare la linea ferroviaria fino all'aprile del 1945. Nei giorni successivi, lo schieramento del Baccia venne irrobustito da 250 soldati del reggimento alpini "Tagliamento".
Secondo la memorialistica Italiana il IX Korpus voleva semplicemente espandere la sua zona di movimento: l'annientamento del battaglione Mussolini oltre a un duro colpo morale per gli italiani avrebbe reso la val Baccia completamente in mano partigiana. Il mancato raggiungimento di questo obiettivo si ripercosse sul futuro dello schieramento partigiano il quale venne continuamente disturbato dalle puntate esplorative dei bersaglieri del Mussolini che continuarono il presidio in Val Baccia fino al 30 aprile 1945, dimostrando così l'importanza strategica di questa vallata. A conferma che l'attacco di giugno non portò agli obiettivi sperati, l'affermazione dello storico ed ex comandante di brigata sloveno, Stanko Petelin:
(Stanko Petelin, Gradnikova Brigada)
Nonostante la memorialistica slovena consideri gli obiettivi base dell'offensiva raggiunti, ovvero interrompere il tratto ferroviario Piedicolle - Gorizia, è innegabile notare come il tratto ferroviario era già stato reso inutilizzabile con la distruzione dei ponti di Auzza e Canale settimane prima da parte del IX Korpus sloveno. Già da allora la distruzione dei ponti rese la linea ferroviaria soltanto una linea difensiva formata da presidi fortificati. Va inoltre aggiunto che i ponti messi fuori uso nell'offensiva di fine giugno vennero riabilitati nel giro di una quindicina di giorni. Ciò per cui la distruzione del battaglione italiano e la conseguente liberazione della Baccia risulta l'obiettivo principale che si era posto di raggiungere il IX Korpus sloveno. A prova di questo, radio Londra elogiò infatti il IX Korpus per la distruzione del "reggimento" fascista italiano ma contemporaneamente Berlino annunciò la vittoria. Di fatti il battaglione non venne annientato nonostante le 110 perdite che subì tra morti e feriti.
Le perdite furono alte da entrambe le parti seppur da parte slovena furono evidentemente più alte; perdite ancora oggi ricordate e testimoniate dalle oltre 350 tombe e monumenti dei partigiani caduti nell'area del Tolminese.
Per dare un'idea del tributo in vite umane che dovettero sostenere gli sloveni durante l'offensiva di giugno: secondo gli episodi divulgati da Stanko Petelin le perdite della sola brigata Gradnik assommarono a 29 caduti.
Sempre secondo Petelin i caduti della brigata Vojkova furono 8, più 5 feriti.
Secondo Radosav Isakovic Rade le perdite della brigata Kosovel assommarono a 27 caduti.
A seguito della battaglia il IX Korpus prese un periodo di pausa dai combattimenti per riprendersi dallo scontro.
Come già accennato in precedenza, scontri minori continuarono per tutta la durata del conflitto a partire dai giorni successivi alla battaglia. Tra di essi va ricordato lo scontro di metà settembre, del 16 novembre 1944 e l'imboscata del torrente Baccia avvenuta il 2 gennaio 1945 
Lo scontro di metà settembre fu un tentativo in scala ridotta di ripetere il tentativo di fine giugno. L'attacco condotto dalla brigata Triestina, rinforzata da 3 battaglioni della 31ª divisione Partigiana appoggiata dall'artiglieria avvenne a Chiesa San Giorgio. L'attacco venne stroncato sul nascere. La Triestina subì 2 caduti e 5 feriti, da parte dei bersaglieri nessun caduto.
Lo scontro del 16 novembre fu tentato da una forza stimata di 200 sloveni contro il casello ferroviario 106 difeso da un'esigua guarnigione di bersaglieri appoggiati da un mortaio, la sorpresa venne tuttavia scoperta e gli sloveni subirono diverse vittime (7 caduti accertati).
L'imboscata del 2 gennaio fu invece organizzata da un gruppo composto da 4 alpini, 4 tedeschi e 32 e bersaglieri i quali tesero un'imboscata (preparata) in una passerella del torrente nelle immediate prossimità del casello 92, la vittima dello scontro fu il battaglione Picelli della XX divisione Garibaldi dell'armata Jugoslava in trasferimento nel IX Korpus. Il tiro di mortaio e della mitraglieria pesante Italiana e furono così precisi che i partigiani non ebbero la forza di reagire. Nello scontro durato mezz'ora i partigiani subirono 17 caduti e 23 prigionieri, mentre da parte della RSI un caduto. Secondo il diario storico della Tagliamento le perdite furono ancora più gravi per i partigiani: 76 caduti e 17 prigionieri (il che è alquanto improbabile per la mancanza dei nominativi); mentre Teodoro Francesconi riporta anche lui 17 caduti ma una quarantina di prigionieri. 
Questi non furono gli unici scontri, i bersaglieri del battaglione Mussolini e gli alpini del Tagliamento con le loro puntate esplorative causarono gravi perdite al IX Korpus: località come Paniqua, Pieve di Bucovo, Cal di Canale, Testen e Tolminski Lom furono soggetti ad aspri scontri.

### Dopo la guerra
L'area nel 1947 è stata annessa alla Repubblica Socialista Federale Jugoslava, dal 1991 fa parte della Repubblica di Slovenia.